# Theodor Lobe
Theodor Lobe, född den 8 mars 1833, död den 21 mars 1905, var en tysk skådespelare, regissör och teaterchef.
Han var först anställd vid Krolls teater i Berlin, Leipzigs stadsteater och hovscenen i Sankt Petersburg, blev sedan direktör i Breslau och Wien (1874–1887) samt överregissör i Dresden. Lobe var högt skattad som regissör och framställare av stora karaktärsroller som Shylock, Cromwell och Kung Lear.